# Platycheirus hyperboreus
Platycheirus hyperboreus là một loài ruồi trong họ Ruồi giả ong (Syrphidae). Loài này được Staeger mô tả khoa học đầu tiên năm 1845. Platycheirus hyperboreus phân bố ở miền Tân bắc